# Elfi Zinn
Elfi Zinn (Rathebur, 24 agosto 1953) è un'ex mezzofondista tedesca orientale.

## Biografia
All'apice della carriera vinse la medaglia di bronzo negli 800 m piani alle Olimpiadi di Montreal 1976.

## Palmarès
| Anno | Manifestazione  | Sede     | Evento      | Risultato | Prestazione | Note |
| ---- | --------------- | -------- | ----------- | --------- | ----------- | ---- |
| 1976 | Giochi olimpici | Montréal | 800 m piani | Bronzo    | 1'55"60     |      |